# Port-Gentil
Port-Gentil hay Mandji là thành phố cảng chính và là thành phố lớn thứ nhì ở Gabon. Đây là trung tâm của nền công nghiệp dầu mỏ và gỗ của Gabon. Thành phố nằm trên một đảo châu thổ không có cầu nối với đất liền, trong châu thổ sông Ogooué. Mũi Lopez gần đó là điểm cực tây của Gabon. Theo thống kê 2013, thành phố có dân số 136.462 người.

## Lịch sử
Năm 1473, nhà hàng hải người Bồ Đào Nha Lopo Gonçalves đi thuyền ngang qua mũi Lopez. Năm 1722, băng hải tặc do Bartholomew Roberts cầm đầu đối đầu với Hải quân Hoàng gia Anh trong một trận đánh tại vịnh mũi Lopez. Roberts tử chiến trong trận đánh này. Người Pháp lập nên một điểm dân cư trên đảo Mandji sau khi kí hiệp ước với người Orungu vào năm 1873. Đây là cứ điểm cho các cuộc viễn chinh của Pierre Savorgnan de Brazza vào sâu trong đất liền, rồi đến năm 1894, một trạm hải quan được dựng lên, trở thành hạt nhân cho một trung tâm buôn bán với góp mặt của Hatton & Cookson, John Holt, Woermann, Société du Haut-Ogooué và Compagnie d'Exploitations Forestières Africaines. Ban đầu sản phẩm giao thương là cao su và ngà, rồi dần mở rộng ra buôn bán gỗ, nhất là okoumé để làm gỗ dán.

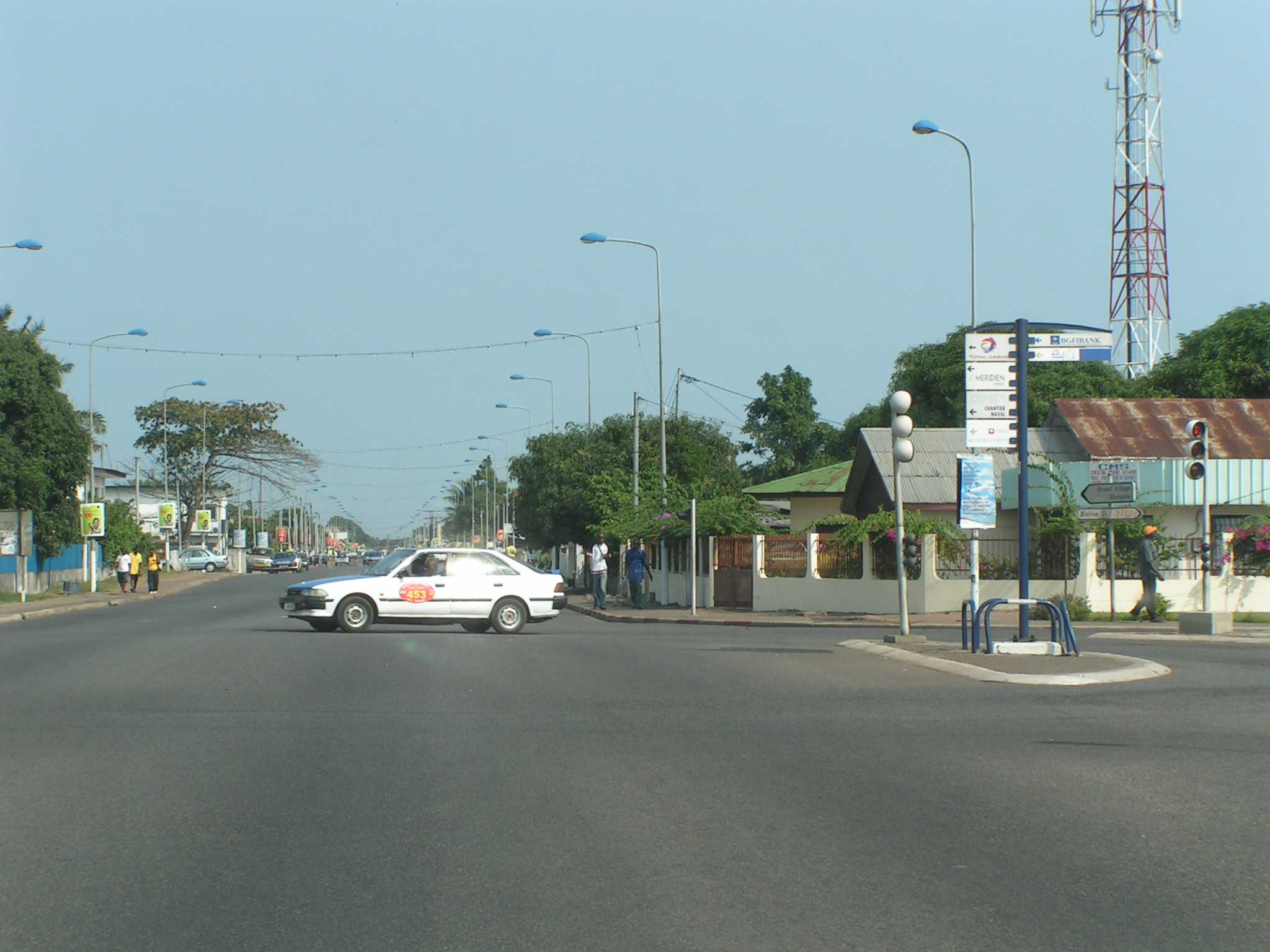
Một tuyến phố tại Port-Gentil

Thành phố được đặt tên theo nhà cầm quyền thực dân người Pháp Émile Gentil năm 1900. Sau Thế chiến I, nó trở thành cảng buôn gỗ, rồi phát triển nhanh chóng khi Elf bắt đầu tiến hành thăm dò dầu mỏ trong vùng. Năm 1928, một chi nhánh của ngân hàng Tây Africa (BAO) mở cửa tại đây.
Từ con số 4.500 người năm 1947, dân số thành phố tăng lên 21.000 người vào 1960. SOGARA lập một nhà máy lọc dầu tại đây vào thập niên 1960.
Ngày nay, thành phố được biết đến nhờ cuộc sống về đêm và khách sạn, với những điểm thu hút chính là nhà thờ St Louis (xây năm 1927), vườn thú, sòng bạc, bãi biển và sân golf, cũng như thiên nhiên hoang dã trong đầm lầy ngoại vi thành phố.

## Khí hậu
Theo hệ thống phân loại khí hậu Köppen-Geiger, Port-Gentil có khí hậu ướt-khô nhiệt đới (Aw). Dù nằm gần với xích đạo, Port-Gentil có nhiệt độ trung bình tháng 7 (tháng lạnh nhất) là 23,5 °C (74,3 °F) còn nhiệt độ trung bình tháng 2-3 (tháng ấm nhất) vào khoảng 27 °C (81 °F). Port-Gentil có một mùa mưa kéo dài từ tháng 10 đến tháng 5 năm sau, bốn tháng còn lại là mùa khô. Thành phố nhận chừng 2.000 milimét (79 in) giáng thủy mỗi năm.
Nhiệt độ cao nhất từng ghi nhận là 38,0 °C (100,4 °F) vào ngày 26 tháng 2 năm 2016; còn nhiệt độ thấp nhất là 13,2 °C (55,8 °F) vào ngày 1 tháng 8 năm 1953.
| Dữ liệu khí hậu của Port-Gentil (1961–1990, nhiệt độ tối đa 1950–nay) | Dữ liệu khí hậu của Port-Gentil (1961–1990, nhiệt độ tối đa 1950–nay) | Dữ liệu khí hậu của Port-Gentil (1961–1990, nhiệt độ tối đa 1950–nay) | Dữ liệu khí hậu của Port-Gentil (1961–1990, nhiệt độ tối đa 1950–nay) | Dữ liệu khí hậu của Port-Gentil (1961–1990, nhiệt độ tối đa 1950–nay) | Dữ liệu khí hậu của Port-Gentil (1961–1990, nhiệt độ tối đa 1950–nay) | Dữ liệu khí hậu của Port-Gentil (1961–1990, nhiệt độ tối đa 1950–nay) | Dữ liệu khí hậu của Port-Gentil (1961–1990, nhiệt độ tối đa 1950–nay) | Dữ liệu khí hậu của Port-Gentil (1961–1990, nhiệt độ tối đa 1950–nay) | Dữ liệu khí hậu của Port-Gentil (1961–1990, nhiệt độ tối đa 1950–nay) | Dữ liệu khí hậu của Port-Gentil (1961–1990, nhiệt độ tối đa 1950–nay) | Dữ liệu khí hậu của Port-Gentil (1961–1990, nhiệt độ tối đa 1950–nay) | Dữ liệu khí hậu của Port-Gentil (1961–1990, nhiệt độ tối đa 1950–nay) | Dữ liệu khí hậu của Port-Gentil (1961–1990, nhiệt độ tối đa 1950–nay) |
| Tháng                                                                 | 1                                                                     | 2                                                                     | 3                                                                     | 4                                                                     | 5                                                                     | 6                                                                     | 7                                                                     | 8                                                                     | 9                                                                     | 10                                                                    | 11                                                                    | 12                                                                    | Năm                                                                   |
| --------------------------------------------------------------------- | --------------------------------------------------------------------- | --------------------------------------------------------------------- | --------------------------------------------------------------------- | --------------------------------------------------------------------- | --------------------------------------------------------------------- | --------------------------------------------------------------------- | --------------------------------------------------------------------- | --------------------------------------------------------------------- | --------------------------------------------------------------------- | --------------------------------------------------------------------- | --------------------------------------------------------------------- | --------------------------------------------------------------------- | --------------------------------------------------------------------- |
| Cao kỉ lục °C (°F)                                                    | 32.6 (90.7)                                                           | 38.0 (100.4)                                                          | 34.6 (94.3)                                                           | 33.7 (92.7)                                                           | 33.2 (91.8)                                                           | 33.2 (91.8)                                                           | 30.8 (87.4)                                                           | 33.1 (91.6)                                                           | 33.3 (91.9)                                                           | 33.0 (91.4)                                                           | 34.0 (93.2)                                                           | 35.0 (95.0)                                                           | 38.0 (100.4)                                                          |
| Trung bình ngày tối đa °C (°F)                                        | 29.5 (85.1)                                                           | 30.2 (86.4)                                                           | 30.3 (86.5)                                                           | 30.0 (86.0)                                                           | 29.0 (84.2)                                                           | 26.7 (80.1)                                                           | 25.9 (78.6)                                                           | 27.4 (81.3)                                                           | 27.7 (81.9)                                                           | 28.3 (82.9)                                                           | 28.6 (83.5)                                                           | 29.0 (84.2)                                                           | 28.5 (83.3)                                                           |
| Trung bình ngày °C (°F)                                               | 26.9 (80.4)                                                           | 27.3 (81.1)                                                           | 27.3 (81.1)                                                           | 27.1 (80.8)                                                           | 26.6 (79.9)                                                           | 24.4 (75.9)                                                           | 23.5 (74.3)                                                           | 24.7 (76.5)                                                           | 25.4 (77.7)                                                           | 25.9 (78.6)                                                           | 26.1 (79.0)                                                           | 26.5 (79.7)                                                           | 26.0 (78.8)                                                           |
| Tối thiểu trung bình ngày °C (°F)                                     | 24.2 (75.6)                                                           | 24.4 (75.9)                                                           | 24.3 (75.7)                                                           | 24.2 (75.6)                                                           | 24.1 (75.4)                                                           | 22.0 (71.6)                                                           | 21.1 (70.0)                                                           | 21.9 (71.4)                                                           | 23.0 (73.4)                                                           | 23.5 (74.3)                                                           | 23.5 (74.3)                                                           | 24.0 (75.2)                                                           | 23.3 (73.9)                                                           |
| Thấp kỉ lục °C (°F)                                                   | 17.6 (63.7)                                                           | 19.4 (66.9)                                                           | 19.5 (67.1)                                                           | 18.0 (64.4)                                                           | 19.0 (66.2)                                                           | 16.4 (61.5)                                                           | 16.0 (60.8)                                                           | 13.2 (55.8)                                                           | 18.2 (64.8)                                                           | 19.5 (67.1)                                                           | 15.8 (60.4)                                                           | 18.2 (64.8)                                                           | 13.2 (55.8)                                                           |
| Lượng Giáng thủy trung bình mm (inches)                               | 247.8 (9.76)                                                          | 177.8 (7.00)                                                          | 266.8 (10.50)                                                         | 299.3 (11.78)                                                         | 150.6 (5.93)                                                          | 11.5 (0.45)                                                           | 3.4 (0.13)                                                            | 5.0 (0.20)                                                            | 31.8 (1.25)                                                           | 179.9 (7.08)                                                          | 352.2 (13.87)                                                         | 227.1 (8.94)                                                          | 1.953,2 (76.90)                                                       |
| Số ngày giáng thủy trung bình                                         | 14.8                                                                  | 12.7                                                                  | 16.4                                                                  | 15.5                                                                  | 10.2                                                                  | 0.9                                                                   | 0.5                                                                   | 3.4                                                                   | 9.0                                                                   | 17.4                                                                  | 19.6                                                                  | 13.9                                                                  | 134.3                                                                 |
| Độ ẩm tương đối trung bình (%)                                        | 84                                                                    | 84                                                                    | 83                                                                    | 84                                                                    | 85                                                                    | 84                                                                    | 83                                                                    | 82                                                                    | 82                                                                    | 84                                                                    | 86                                                                    | 84                                                                    | 84                                                                    |
| Số giờ nắng trung bình tháng                                          | 150.4                                                                 | 160.8                                                                 | 154.5                                                                 | 151.5                                                                 | 147.8                                                                 | 156.3                                                                 | 163.1                                                                 | 135.3                                                                 | 125.7                                                                 | 116.1                                                                 | 115.1                                                                 | 147.2                                                                 | 1.723,8                                                               |
| Nguồn 1: NOAA                                                         |                                                                       |                                                                       |                                                                       |                                                                       |                                                                       |                                                                       |                                                                       |                                                                       |                                                                       |                                                                       |                                                                       |                                                                       |                                                                       |
| Nguồn 2: Meteo Climat (record highs and lows)                         |                                                                       |                                                                       |                                                                       |                                                                       |                                                                       |                                                                       |                                                                       |                                                                       |                                                                       |                                                                       |                                                                       |                                                                       |                                                                       |

## Hình ảnh

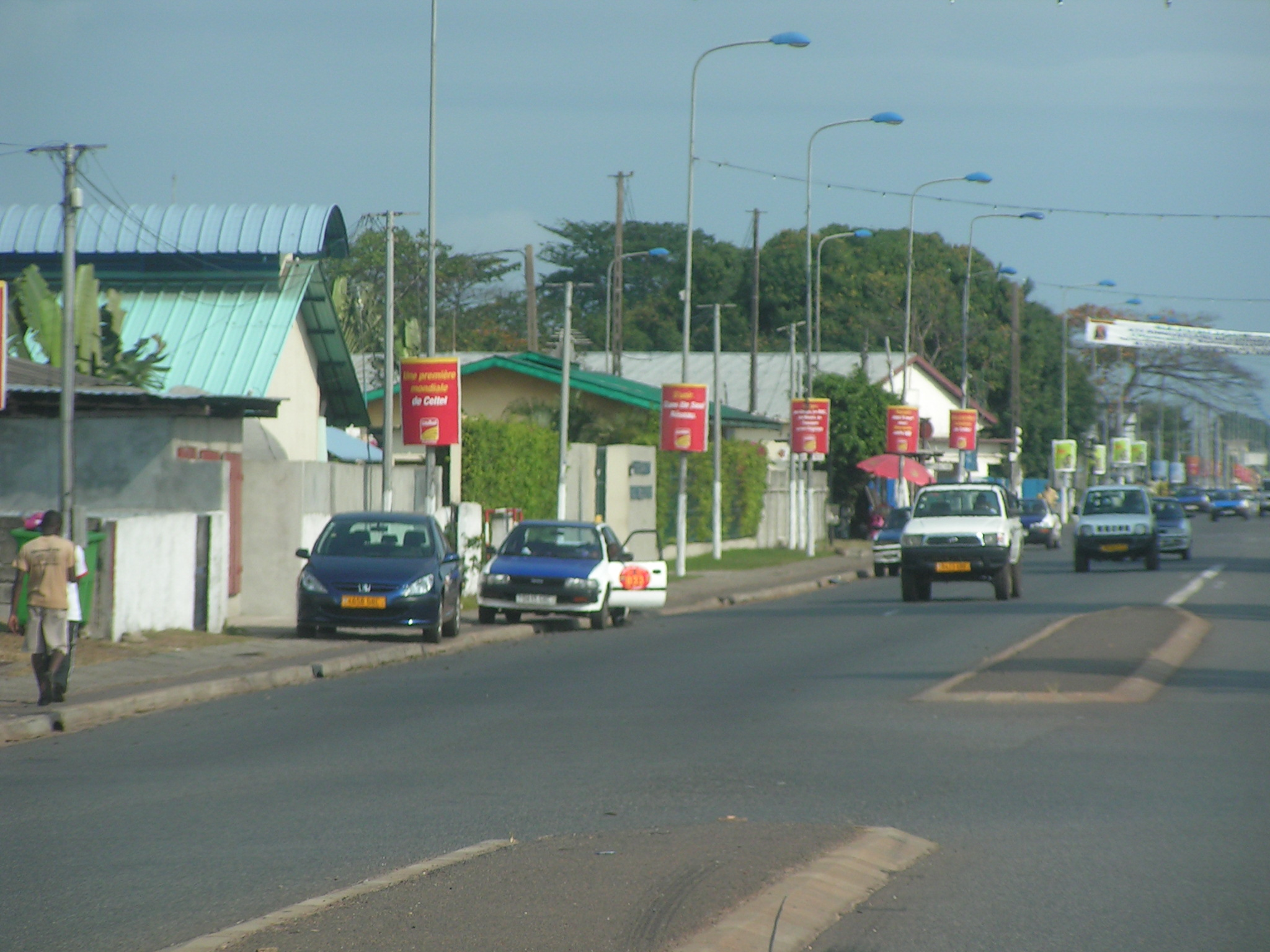
Phố chính
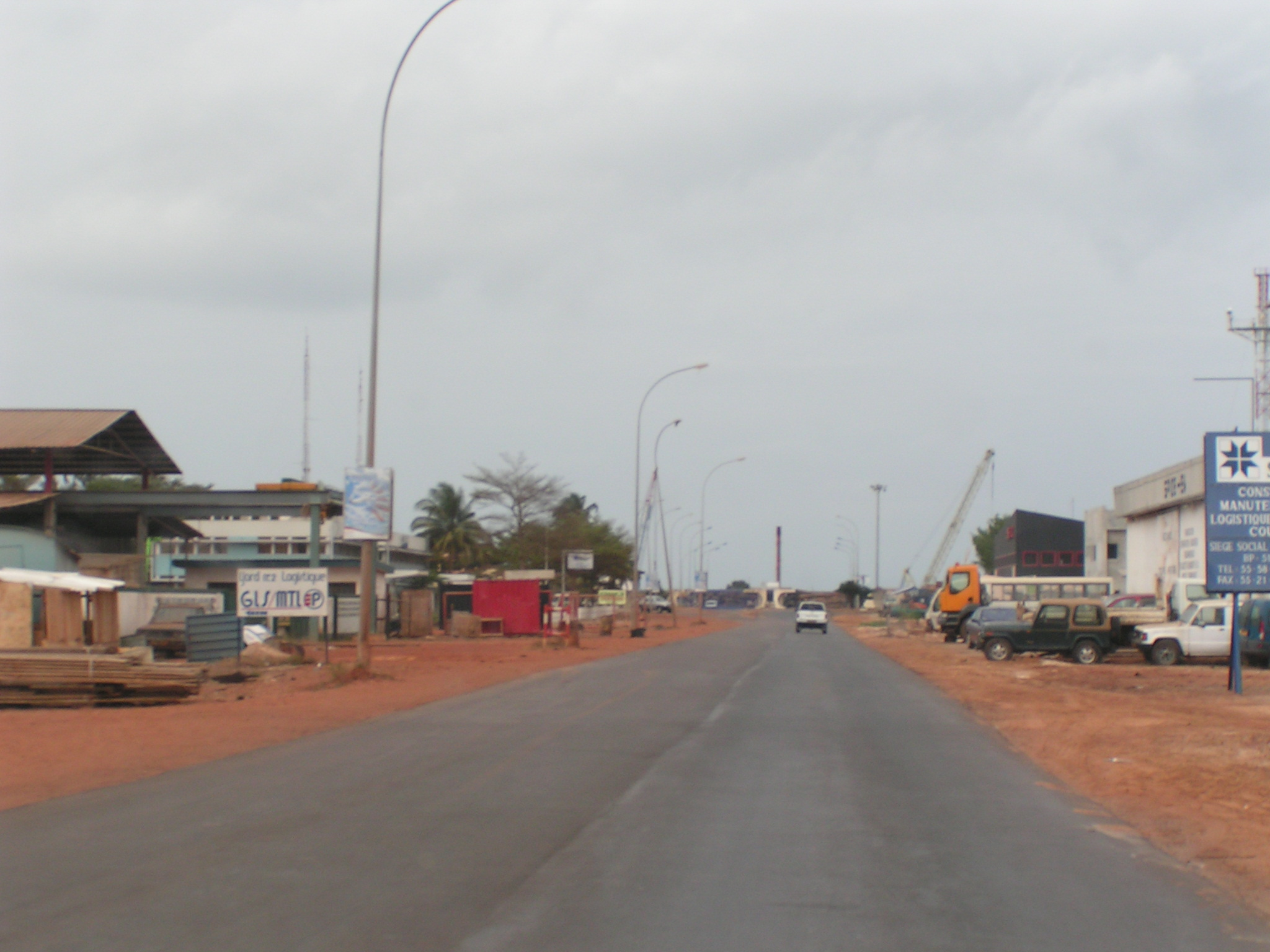
Một con đường
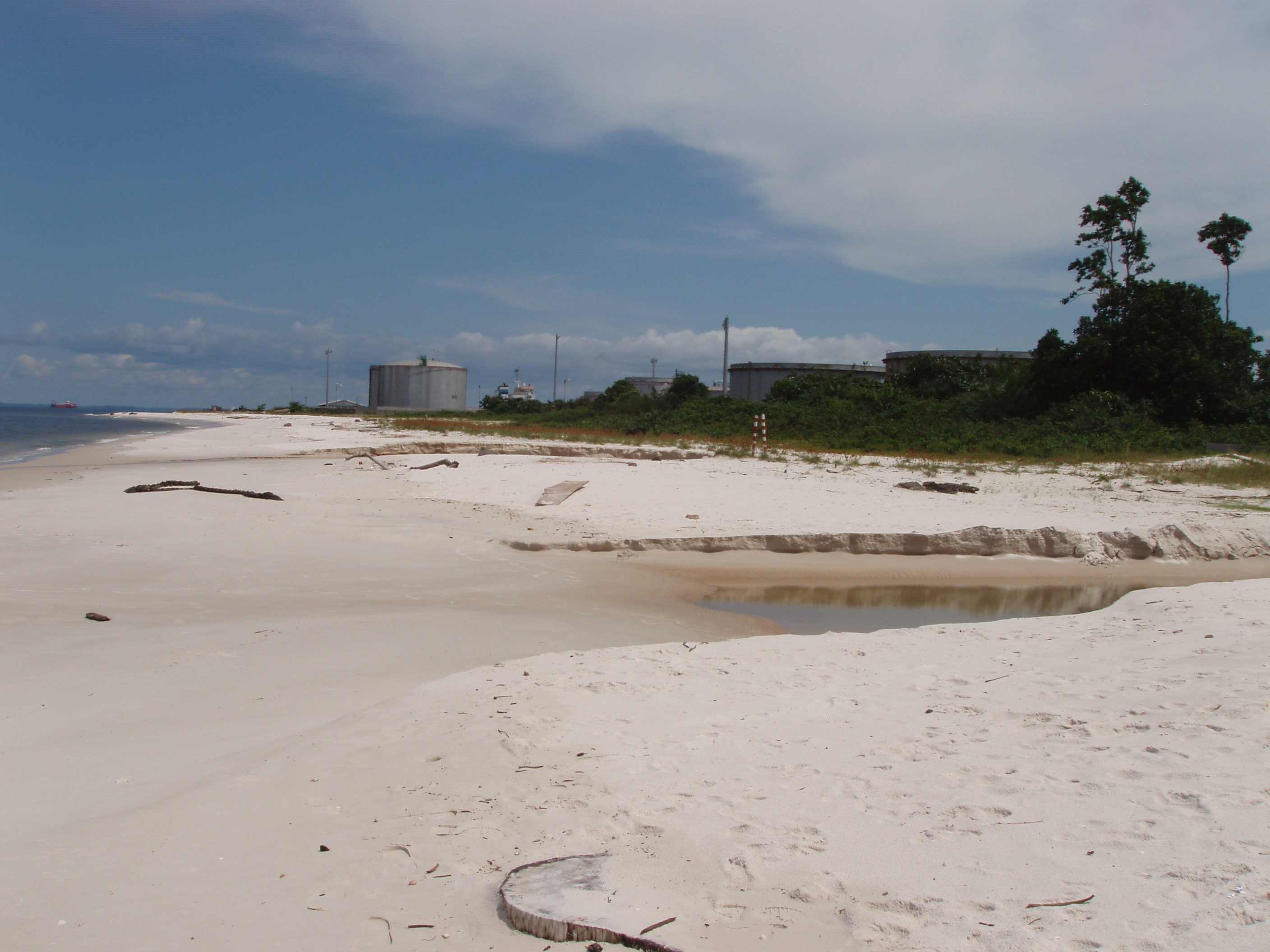
Bãi biển
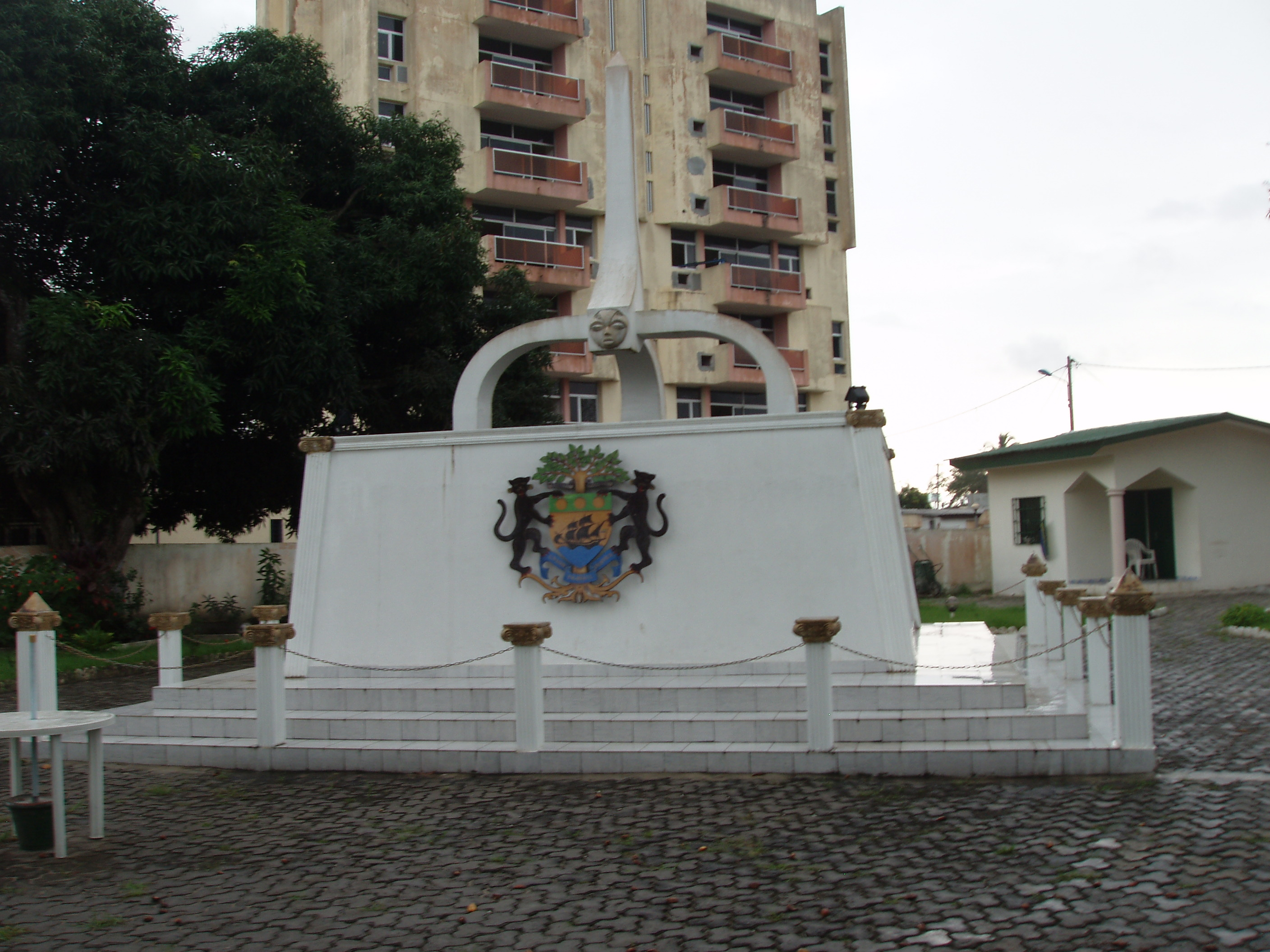
Đài tưởng niệm